# 安藤芳彦
安藤 芳彦（あんどう よしひこ、1953年11月7日 - ）は、日本の作詞家、作曲家、編曲家、キーボーディスト、音楽プロデューサー。東京都出身。

## 来歴
1978年、和光大学在学中にバンド ″HOLD-UP″ のメンバーとなり、同年にアルバム『島まで10マイル』が発売される。なお、このアルバムには細野晴臣がスティール・ドラムなどの演奏や編曲で参加するほか、大瀧詠一もコーラスで参加している。
1979年、林立夫、斉藤ノヴ、松原正樹、今剛、マイク・ダン、小林泉美、井上鑑とフュージョンバンド ″PARACHUTE(パラシュート)″ を結成し、これまでに5枚のアルバムを発表。
1983年、芳野藤丸、松下誠、渡辺直樹、岡本郭男らと ″AB'S″ を結成。ファーストアルバム『AB'S』収録曲で安藤が作詞した「Deja Vu」は、イギリスで12インチシングルとして発売され、ヒットチャートで17位を記録し、海外の音楽ファンからも支持を得た。 
1996年、松原正樹、南部昌江、河内淳貴らと ″ON-DO″ を結成し、翌年には ″松原正樹 with ON-DO″ 名義でアルバム『ON TIME DO IT』が発表される。
バンドのメンバーとしての活動以外では、主に作詞家として村田和人、近藤真彦、男闘呼組、杉山清貴、石川秀美、工藤静香、原田知世、森口博子、内藤やす子、SHOW-YA、寺田恵子など多くの歌手に詞を提供する以外にも、アニメ 「うる星やつら」「機動武闘伝Gガンダム」等、テレビアニメのテーマソングの作詞も含め、これまでに1千曲近くの作詞を手掛けている。
現在は瀬戸内海の古い港町に在住。

## 主な作詞

### あ行
a・chi-a・chi
- 「もう一つの卒業」（1991年）

天野由梨
- 「星屑のレクイエム」（1994年）

石川秀美
- 「危ないボディ・ビート」（1986年）
- 「真夏にシリアス」（1987年）
- 「密室のハリケーン」（1987年）
- 「13回目のミステーク」（1987年）

AB'S
- 「Girl」（1982年）
- 「Django」（1982年）
- 「Japanese Punkish Girl」（1984年）
- 「Cry Baby Blues」（1984年）
- 「Deja Vu」（1984年）　…他多数

大西結花
- 「DANCING CHERRY」（1988年）

男闘呼組
- 「第二章 追憶の挽歌」（1988年）
- 「別離のハイウェイ」（1988年）
- 「この夜にすべてを」（1988年）
- 「追憶の晩歌」（1989年）

### か行
川島なお美
- 「SUMMER VACATION」（1983年）

金月真美
- 「恋はPositive」（1996年）
- 「Moon Light Dancing」（1996年）
- 「Bye Bye Love」（1996年）
- 「さよならをもう一度」（1996年）

草尾毅
- 「GET MY GOAL」（1992年）

工藤静香
- 「腕の中のUniverse」（1991年）
- 「あなたのいない風景」（1992年）
- 「ニュースの中の青春」（1992年）
- 「HOT BODY」（1993年）

桑名正博
- 「レイダウンベイサイド」（1988年）

香坂みゆき
- 「HORIZON」（1985年）
- 「渚から」（1985年）

國府田マリ子
- 「本気にしないで」（1995年）

小坂由美子
- 「REASON」（1992年）

児島未散
- 「汐風の街」（1986年）
- 「マリンブルーの恋人達」（1986年）
- 「A Day In The Summer」（1986年）
- 「海に投げた写真」（1986年）
- 「長い手紙」（1986年）

近藤真彦
- 「Lonely Girl, Sexy Girl」（1983年）
- 「五月雨Good-bye」（1983年）
- 「夕凪メモリー」（1984年）
- 「野良犬ダンディズム」（1984年）

### さ行
SHOW-YA
- 「限界LOVERS」（1989年）
- 「私は嵐」（1989年）
- 「叫び」（1990年）
- 「ギャンブリング」（1990年）

杉山清貴
- 「I’LL BE THERE」（1987年）
- 「あの夜の向こうに」（1987年）

### た行
DYNAMITE SHIGE
- 「DREAMER ON THE ROAD」（1992年）

寺田恵子
- 「PARADISE WIND」（1992年）
- 「NEVER ALONE」（1992年）
- 「ESCALATION」（1992年）
- 「UNDER THE MASK」（1992年）
- 「FOREVER DREAM」（1992年）
- 「BODY & SOUL」（1992年）
- 「SENTIMENTAL ALLEY」（1992年）
- 「初心」（1992年）
- 「TOUCH」（1992年）
- 「Dash for the Dream」（1992年）
- 「DEAD OR LOVE」（1997年）

TOKIO
- 「Dash for the Dream」（1997年）

### な行
内藤やす子
- 「I WANNA BE FREE」（1993年）
- 「LONELY EYES」（1993年）
- 「IT'S ONLY LOVE」（1993年）
- 「夜が冷たい」（1993年）
- 「HEAVY RAIN」（1993年）

中山美穂
- 「愛してるっていわない!」（1990年）

西田ひかる
- 「夏のプリズム」（1988年）

### は行
早見優
- 「硝子のトライアングル」（1986年）

原田知世
- 「Silvy」（1990年）
- 「ひとときの永遠」（1990年）
- 「二人の陽炎」（1990年）
- 「うたかたの輪舞曲」（1990年）
- 「Shell Pink 〜眠りの国へ〜」（1990年）

PINK SAPPHIRE
- 「YOU'RE KIDDING!」（1990年）
- 「綺麗になりたい」（1990年）
- 「抱きしめたい」（1990年）
- 「Alright」（1991年）

### ま行
南沙織
- 「そのあとの二人」（1993年）

村田和人
- 「一本の音楽」（1983年）
- 「So Long, Mrs.」（1983年）
- 「やさしさにGood-bye」（1983年）

森口博子
- 「カリビアン ブルー」（1989年）
- 「Last, Last Dance」（1989年）
- 「夢の合鍵」（1989年）
- 「微笑みをもう一度」（1989年）
- 「夏が好き 冬が好き」（1989年）
- 「暮れ急ぐ街」（1989年）
- 「彼女の事情」（1989年）
- 「DRESS UP THE NIGHT」（1989年）

### や行
山瀬まみ
- 「失恋ブギ」（1988年）

### テレビアニメ関連
天野由梨
- 「星屑のレクイエム」（テレビ朝日系アニメ「機動武闘伝Gガンダム」挿入歌）

大山修司
- 「勝利者達の挽歌」（テレビ朝日系アニメ「機動武闘伝Gガンダム」挿入歌）

小林泉美
- 「I, I, You & 愛」（フジテレビ系アニメ「うる星やつら」エンディングテーマ）

清水咲斗子
- 「夏のうねり」（テレビ朝日系アニメ「機動戦士SDガンダム MK-V」主題歌）

下成佐登子
- 「Wood Walker」（NHK衛星第2「ロビンフッドの大冒険」オープニングテーマ）
- 「星空のラビリンス」（NHK衛星第2「ロビンフッドの大冒険」エンディングテーマ）

ヘレン笹野
- 「マルガリータ」（フジテレビ系アニメ「うる星やつら」挿入歌）

松原みき
- 「THE WINNER」（「機動戦士ガンダム0083 STARDUST MEMORY」オープニングテーマ）

MIQ
- 「MEN OF DESTINY」（「機動戦士ガンダム0083 STARDUST MEMORY」エンディングテーマ）

## 主な作詞・作曲
松本明子
- 「続・竹取物語」（1984年）

三田寛子
- 「Bon Voyage 眠りの海へ」（1982年）

森尾由美
- 「You＆Me」（1983年）